# Норт Колиџ Хил (Охајо)
Норт Колиџ Хил (енгл. North College Hill) град је у америчкој савезној држави Охајо.

## Демографија
По попису из 2010. године број становника је 9.397, што је 685 (-6,8%) становника мање него 2000. године.
| Група             | 2000.         | 2010.         |
| Белци             | 7.647 (75,8%) | 4.542 (48,3%) |
| Афроамериканци    | 2.187 (21,7%) | 4.382 (46,6%) |
| Азијати           | 26 (0,3%)     | 53 (0,6%)     |
| Хиспаноамериканци | 59 (0,6%)     | 125 (1,3%)    |
| Укупно            | 10.082        | 9.397         |